# Kislimu
Kislimu war der akkadische Name des neunten Monats im babylonischen Kalender. Da im Monat Tašritu gemäß der babylonischen Quellen entweder das erste Neulicht oder der erste Vollmond des Herbstes lag, begann der Monat Kislimu im Normalfall frühestens am 7. November und spätestens am 13. Dezember. Im Jüdischen Kalender, der von den Juden während des Babylonischen Exils zwischen 586 und 536 v. Chr. aus dem Babylonischen Kalender übernommen wurde, entspricht der Kislimu dem Monat Kislew.